# Stefano Palmieri
Stefano Palmieri (* 18. September 1964 in Serravalle) war von Oktober 2009 bis April 2010 zusammen mit Francesco Mussoni das Staatsoberhaupt (Capitano Reggente) von San Marino.
Seine politische Laufbahn begann als Mitbegründer des Movimento Biancoazzurro, das 2005 in der Alleanza Popolare aufging. Er zog erstmals 2006 als Nachrücker in das san-marinesische Parlament, den Consiglio Grande e Generale, ein. Bei der Parlamentswahl 2008 zog er erneut als Nachrücker für Minister der AP ins Parlament ein. Er wurde Mitglied des Finanzausschusses und des Consiglio dei XII und war von 2008 bis 2011 Sindaco del Governo. Für die Zeit vom 1. Oktober 2009 bis 1. April 2010 wurde er gemeinsam mit Francesco Mussoni zum Capitano Reggente, dem Staatsoberhaupt San Marinos, gewählt.
Im Dezember 2010 wurde er zum Coordinatore der AP gewählt. Bei den Parlamentswahlen 2012 kandidierte Palmieri erneut für die AP, verpasste jedoch den Einzug ins Parlament. Vor den Neuwahlen im November 2016 schloss sich die AP mit der Unione per la Repubblica (UpR) zu Repubblica Futura (RF) zusammen. Palmieri errang bei der Wahl im Dezember 2016 wieder einen Sitz im Parlament. Er ist Mitglied des Außen- und des Finanzausschusses.
Von Dezember 2016 bis Juli 2017 war Palmieri erneut Sindaco del Governo. Für die Amtszeit vom 1. April 2018 bis 1. Oktober 2018 wurde er gemeinsam mit Matteo Ciacci erneut zum Capitano Reggente gewählt.
Palmieri hat eine Ausbildung als Buchhalter und ist Bankangestellter. Er ist verheiratet und Vater von zwei Söhnen.